# Sarona pittospori
Sarona pittospori är en insektsart som beskrevs av Asquith 1994. Sarona pittospori ingår i släktet Sarona och familjen ängsskinnbaggar. Inga underarter finns listade i Catalogue of Life.